# Joseph Dorfman (Komponist)
Joseph Dorfman (* 3. August 1940 in Odessa; † 7. Juni 2006 in Los Angeles) war ein israelischer Komponist und Musikpädagoge.
Dorfman besuchte das Konservatorium in Odessa und studierte von 1966 bis 1971 am Gnessin-Institut Moskau u. a. bei Genrich Litinski (1901–1985). Daneben wirkte er als Komponist, Pianist und Dirigent beim Philharmonischen Kammerorchester Odessa und unterrichtete an verschiedenen Konservatorien Klavier und Komposition. Als einer der Ersten unterrichtete er zeitgenössische westliche Musik in der Sowjetunion.
1973 emigrierte Dorfman nach Israel, während die Aufführung seiner Werke bis zur Einführung von Glasnost in der Sowjetunion verboten war. Er war von 1985 bis zu seinem Tod Professor für Komposition und Musiktheorie an der Universität Tel Aviv. Als Gastprofessor unterrichtete er an der Columbia University, der Yale University, der Musikhochschule Frankfurt und an der Robert Schumann Hochschule Düsseldorf. Er war außerdem musikalischer Leiter der Konzertreihe 20th Century Music, Sekretär des israelischen Komponistenverbandes und Gründer der avantgardistischen Komponistengruppe Acoustic 7-11. Dorfman komponierte Werke für Soloinstrumente und Kammermusik, sinfonische Werke, Opern und Kantaten. 2004 wurde er mit dem Achad-Ha'am-Preis des Center for Jewish Art and Creativity ausgezeichnet.